# 张明为
张明为（1911年—），上海滩前“纸头大王”，实业家、慈善家。浙江镇海县人。

## 生平
1911年生于上海，另有文献载为1912年出生，有误。祖籍大清宁波府镇海县庄市河湾。上海印刷造纸业巨擘张佩珍之子。香港航运业巨擘顾国华之岳丈，顧是董建华之母顧麗真之兄。早年回镇海县就读于崇正学堂，今属于镇海中学。后返上海就读。早年在上海纸行做学徒，后入职海洲贸易公司。1945年，在上海重建海洲贸易公司，任总经理。1946年赴台湾，创建海洲贸易公司台湾分公司。1947年赴日本考察工业。1948年在日本设立海洲贸易公司日本分公司。自此迁居日本，在日本生活经营20余年，在日本经营房地产。20世纪70年，南美洲国家经济发展强劲，遂赴南美开发实业，入驻巴西圣保罗，经营地产、造纸、贸易等工商业。1999年，定居上海。

## 慈善
1988年，斥资兴建镇海县诗舲幼儿园。1989年，以80万港元捐建佩珍医院，以其父张佩珍命名。1999年后大力捐助中国教育事业和各大高校，前后逾1亿元。1999年，捐赠上海市七宝中学240万元，复旦大学附属中学200万元，上海南洋模范中学100万元，设立专项奖助学金，资助寒门子弟上学。2011年捐资1000万元在复旦大学设立奖助学金。2011年，捐款成立上海交通大学奖助学金，后又捐建讲席教授。2012年5月，捐赠北京大学1000万元。2012年5月，捐赠1000万元建立清华大学“清华之友”助学基金。